# Torymus potamius
Torymus potamius är en stekelart som beskrevs av Grissell 1976. Torymus potamius ingår i släktet Torymus och familjen gallglanssteklar. Inga underarter finns listade i Catalogue of Life.